# Popa spurca
Popa spurca (лат.) — вид богомолов рода Popa из семейства Deroplatyidae (Popinae, Deroplatyinae).
Встречаются в Афротропике.

## Описание
Крупные и среднего размера богомолы (5—8 см), коричневого цвета, напоминающие сухую веточку. Вид был описан в 1856 году шведским энтомологом Карлом Столем (C.Stål, 1833—1878).
В составе вида выделяют три подвида. Ранее рассматриваемый в качестве отдельного вида таксон Popa batesi Saussure & Zehntner, 1895 синонимизирован с Popa spurca spurca:
- Подвид Popa spurca crassa Giglio-Tos, 1917
- Подвид Popa spurca pallida Saussure & Zehntner, 1895
- Подвид Popa spurca spurca Stal, 1856
  - syn. Popa batesi Saussure & Zehntner, 1895
  - syn. Popa servillei Giglio-Tos, 1907
  - syn. Popa stuhlmanni Rehn, 1911
  - syn. Popa undata Fabricius, 1793